# Ж
Ж, ж は、キリル文字のひとつ。

## 由来
コプト文字の Ϫ（ジャーンジ）に起源を持ち、グラゴル文字のⰆ（ジヴィーテ）に対応する。ジャーンジは民衆文字のの変形である。ギリシア語では Ж に相当する文字はない。

## 呼称
- ウクライナ語: ジェー
- キルギス語: ジェー
- ブルガリア語: ジュ (жъ)
- ロシア語: ジェー (же)

## 音素・音
原則として /ʒ/ を表す。
- ウクライナ語では有声後部歯茎摩擦音の /ʒ/ を表す。
- ロシア語では普通有声そり舌摩擦音の /ʐ/ を表す。

## 位置
ウクライナ語の第9字母、セルビア語、ベラルーシ語、マケドニア語、ロシア語の第8字母、ブルガリア語の第7字母である。

## Жに関わる諸事項
ラテン文字には通常 zh に転写され、ポーランド語で ż, セルビア語では "ž" に対応する。

## 符号位置
| 大文字 | Unicode | JIS X 0213 | 文字参照        | 小文字 | Unicode | JIS X 0213 | 文字参照        | 備考 |
| ------ | ------- | ---------- | --------------- | ------ | ------- | ---------- | --------------- | ---- |
| Ж      | U+0416  | 1-7-8      | &#x416; &#1046; | ж      | U+0436  | 1-7-56     | &#x436; &#1078; |      |